# Маргарита Цонзарова
Маргарита Радкова Цонзарова е българска лекарка, детска кардиоложка, професор.
Завършва Медицинския факултет на Медицинската академия в София. Специалистка е по детска кардиология. Има над 70 научни статии и съобщения. Членка е на Кардиологическото дружество и на Европейската асоциация по детска кардиология, както и председател на детските кардиолози в България.